# Bogudzięki (rejon świsłocki)

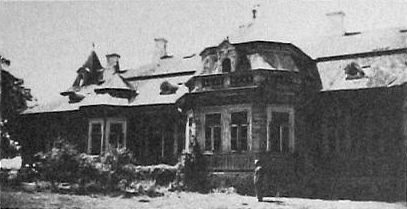
Dwór

Bogudzięki (biał. Багудзенкі, Bahudzienki; ros. Богуденки, Bogudienki) – nieistniejący obecnie majątek na Białorusi, w rejonie świsłockim obwodu grodzieńskiego, przyłączony w 1945 roku do Porozowa. Na jego terenie stał zachowany do dziś dwór nad rzeką Roś.

## Historia
W 1845 roku Bogudzięki należały do Józefa Kalenkiewicza. Później, jako część dóbr Hornostajewicze, (do których należał również Porozów) były przez kilka pokoleń w XIX wieku własnością rodziny Buttowt-Andrzeykowiczów herbu Gryf. Przedostatnim ich właścicielem był Tadeusz Buttowt-Andrzeykowicz (Andrzejkowicz, zm. w 1920 roku), ostatnim – jego syn, Witold (zm. w 1945 roku).
Przed rozbiorami Bogudzięki wchodziły w skład województwa nowogródzkiego Rzeczypospolitej. Po III rozbiorze Polski w 1795 roku znalazły się na terenie guberni słonimskiej (1796), litewskiej (1797–1801), a później grodzieńskiej (1801–1915) Imperium Rosyjskiego. Po ustabilizowaniu się granicy polsko-radzieckiej w 1921 roku Bogudzięki wróciły do Polski, należały do gminy Porozów powiatu wołkowyskiego województwa białostockiego. Od 1945 roku – w ZSRR, od 1991 roku – na terenie Republiki Białorusi.
W 1945 roku Bogudzięki zostały przyłączone do Porozowa.

## Nazwa
Według miejscowej legendy nazwa majątku pochodziła od Adama i Ewy: po wypędzeniu z raju i długiej wędrówce, stanęli na wzgórku pod brzozami i krzyknęli: „Bogu dzięki – już Porozów widać”.

## Dwór
Drewniany dwór w stylu neobarokowym został zbudowany przez Tadeusza Buttowt-Andrzeykowicza w drugiej połowie XIX wieku lub na przełomie XIX i XX wieku (po 1875 roku). Jest to budynek drewniany, parterowy, wzniesiony na wysokiej podmurówce, na planie prostokąta (o powierzchni ponad 500 m²), piętnastoosiowy, kryty wysokim łamanym dachem, nawiązujący do tradycyjnych siedzib ziemiańskich. Po bokach domu znajdują się dwa alkierze z niedużymi dwukondygnacyjnymi wieżyczkami o spiczastych dachach. Przy wejściu głównym czterokolumnowy portyk, nad którym znajduje się niewielka mansarda. Od strony ogrodu znajdują się trzy ryzality – środkowy – pięciościenny, i dwa boczne – trójścienne. Elewacje budynku są bogato zdobione detalami rzeźbionymi w drewnie.
Wewnątrz cały środek domu zajmowało jedno wielkie pomieszczenie, służyło zarówno jako sień, sala balowa jak i living room. Pierwotny układ wnętrz nie zachował się. Po II wojnie światowej w budynku zorganizowano szpital. Od 2002 roku budynek jest opuszczony i niszczeje. W 2014 roku obiekt został kupiony przez białoruskie przedsiębiorstwo „Sorbje” za 367 milionów rubli białoruskich (około 80 tys. zł). Nowy właściciel zamierza w ciągu dwóch lat uruchomić tu ośrodek rekreacyjny.
Za dworem znajduje się niewielki (ponad 4 ha) park regularny z systemem krzyżujących się alej z bardzo sędziwych lip i kasztanów, liczących 150–180 lat, oraz szerokiej (o szerokości 10 m) alei wjazdowej, wysadzanej starymi brzozami.
Dwór znajduje się na północnym skraju Porozowa, półtora kilometra od jego centrum.
Majątek w Bogudziękach jest opisany w 2. tomie Dziejów rezydencji na dawnych kresach Rzeczypospolitej Romana Aftanazego.